# Korte Akkeren
Korte Akkeren is een wijk in Gouda, in de Nederlandse provincie Zuid-Holland. De wijk Korte Akkeren ligt zuidwestelijk van het centrum van Gouda en heeft 9.650 inwoners (2023).

## Geschiedenis

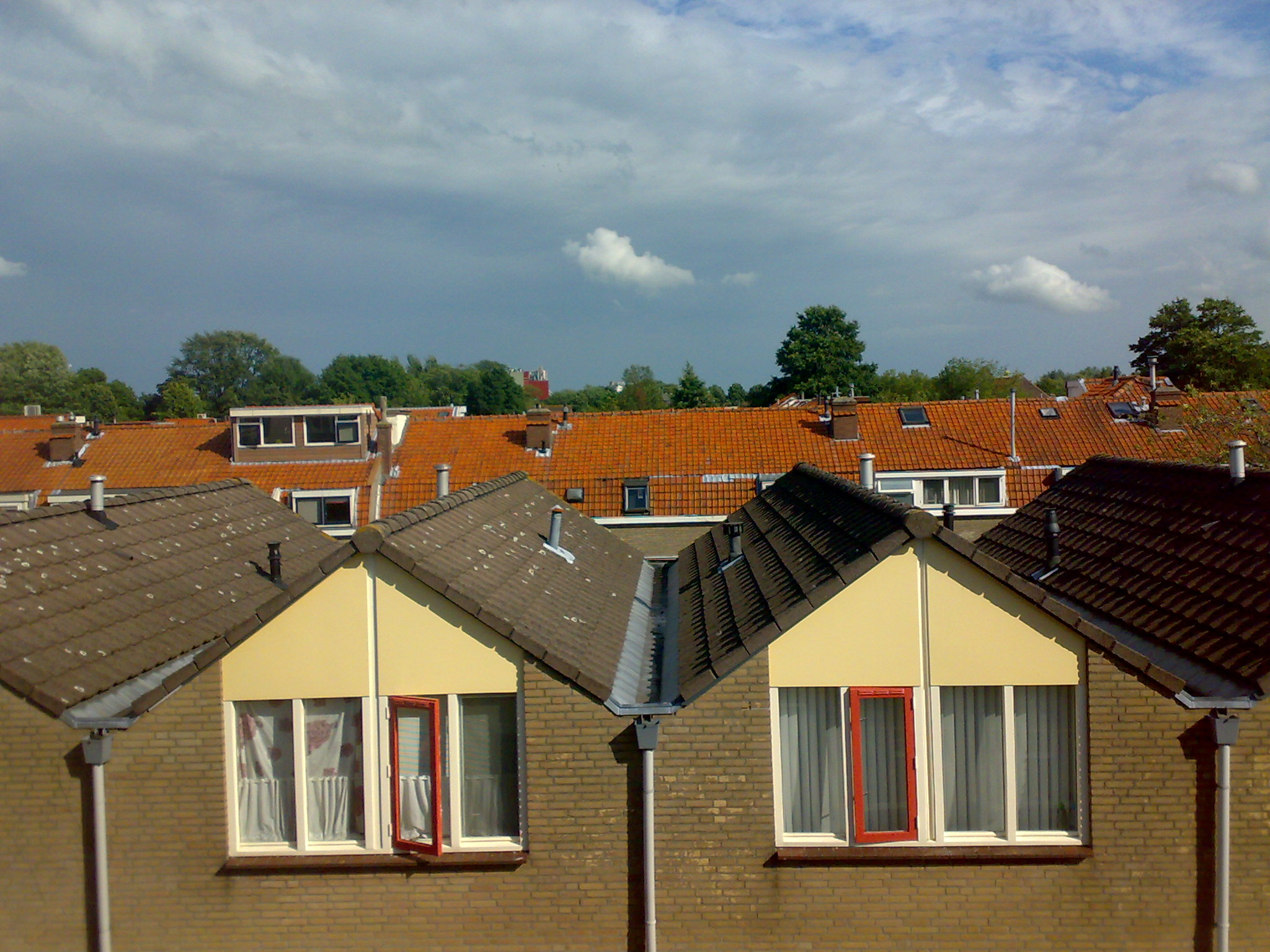
Zicht op de Herenstraat, met daarachter de Woudstraat (oranje daken)

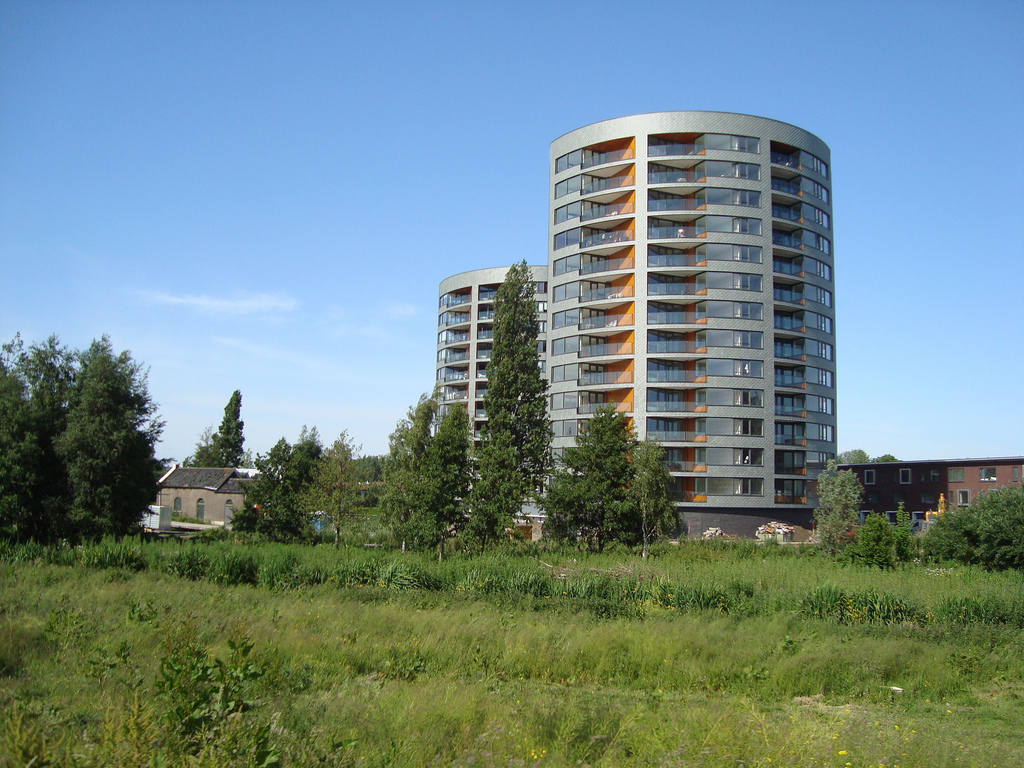
Woontorens aan het Uiverplein

Korte Akkeren is van oorsprong een veengebied waar turf gestoken werd. Turf was een belangrijke brandstof. In de Middeleeuwen kwamen er tuinderijen en boomgaarden met groenten en fruit. De boeren verbouwden er onder andere wortel, bonen en kool. Zij brachten hun producten naar de markt in de stad. De naam Korte Akkeren komt het eerst voor in 1375. Door het rooien van het Goudse Bos waren korte percelen tuinland ontstaan, waarop door tuinders fruitbomen werden gekweekt.
In de 15e eeuw ontwikkelden zich buitenwijken buiten de stadsvesten. Een grote wijk en een paar molens lag buiten de Dijkspoort, aan weerszijden van de Schielands Hoge Zeedijk, ongeveer ter plaatse van het Buurtje en Stearine Kaarsenfabriek (Gouda). Dit was vooral een buitenwijk voor kooplieden en schippers. Aan de westelijke rand van de stad, buiten de stadssingels ontstond bebouwing langs de IJssel, de Turfsingel en de Gouwe.
Vanaf 1870 werd Gouda een fabrieksstad met een relatief grote arbeidersbevolking. Na de komst van de kaarsenfabriek (nu Cargill) in 1858 en de Koninklijke Goudsche Machinale Garenspinnerij N.V. in 1861, werd met de bouw van arbeiderswijk, de Korte Akkeren, begonnen.
Door invoering van de Woningwet in 1901 werd er planmatig en gestructureerd gebouwd. Woningen werden niet langer in het wilde weg neergezet, maar in blokken met een stratenplan. Plannen voor buurten en zelfs hele wijken werden er gemaakt. In de jaren dertig werd er als gevolg van de economische crisis weinig gebouwd. Alleen in de wijk Korte Akkeren verrees nieuwbouw, de Jacob van Lennepkade met de kerk van het Allerheiligst Sacrament. Het complex Westerkade/Snoystraat werd in 1923 gebouwd door de woningbouwverenigingen Ons Ideaal en De Goede Woning. Het complex van 118 eengezinswoningen aan de Woudstraat en omgeving (Amsterdamse School) dateert van 1929. De omgeving van de Burgemeester Gaarlandtsingel, de Koningin Wilhelminaweg en de Vogelbuurt werden rond de oorlogsjaren gebouwd en het Weidebloemkwartier tussen 1950 en 1953. Gezien het tijdstip waarop het Weidebloemkwartier werd gebouwd en de vorm van deze wijk (uitstulping in het zuiden) werd deze wijk ook wel Korea genoemd.
In de periode 2007-2016 heeft een aantal herstructureringsprojecten plaatsgevonden in de wijk, waardoor het aanzicht van de wijk is veranderd.

## Buurten in Korte Akkeren
Korte Akkeren is onderverdeeld in 5 buurten:
- Korte Akkeren (oud),
- Korte Akkeren (nieuw),
- Industrieterrein Kromme Gouwe Oost West,
- Industrieterrein de Hollandsche IJssel en
- Weidebloemkwartier.[2]

Binnenstad (incl. Nieuwe Park) · Bloemendaal · Plaswijck · Noord (incl. Achterwillens) · Korte Akkeren · Kort Haarlem (incl. Josephbuurt, Oosterwei, Vreewijk en Voorwillens) · Goverwelle · Stolwijkersluis · Westergouwe (incl. Oostpolder in Schieland met Broek en Broekhuizen)